# Trotzkis Zug
Trotzkis Zug war der persönliche Panzerzug Leo Trotzkis, der auf seine Initiative hin im August 1918 geschaffen worden war. Darin reiste er fortan bis 1920 von einer Front des Bürgerkrieges zur nächsten.

“During the most strenuous years of the revolution, my own personal life was bound up inseparably with the life of that train. The train, on the other hand, was inseparably bound up with the life of the Red Army. The train linked the front with the base, solved urgent problems on the spot, educated, appealed, supplied, rewarded, and punished.”

„Während der anstrengendsten Jahre der Revolution, war mein Privatleben untrennbar mit dem Leben des Zuges verbunden. Der Zug hingegen war untrennbar mit dem Leben der Roten Armee verbunden. Der Zug verband die Front mit der Basis, löste dringende Probleme direkt vor Ort, belehrte, machte Eindruck, versorgte, belohnte und bestrafte.“

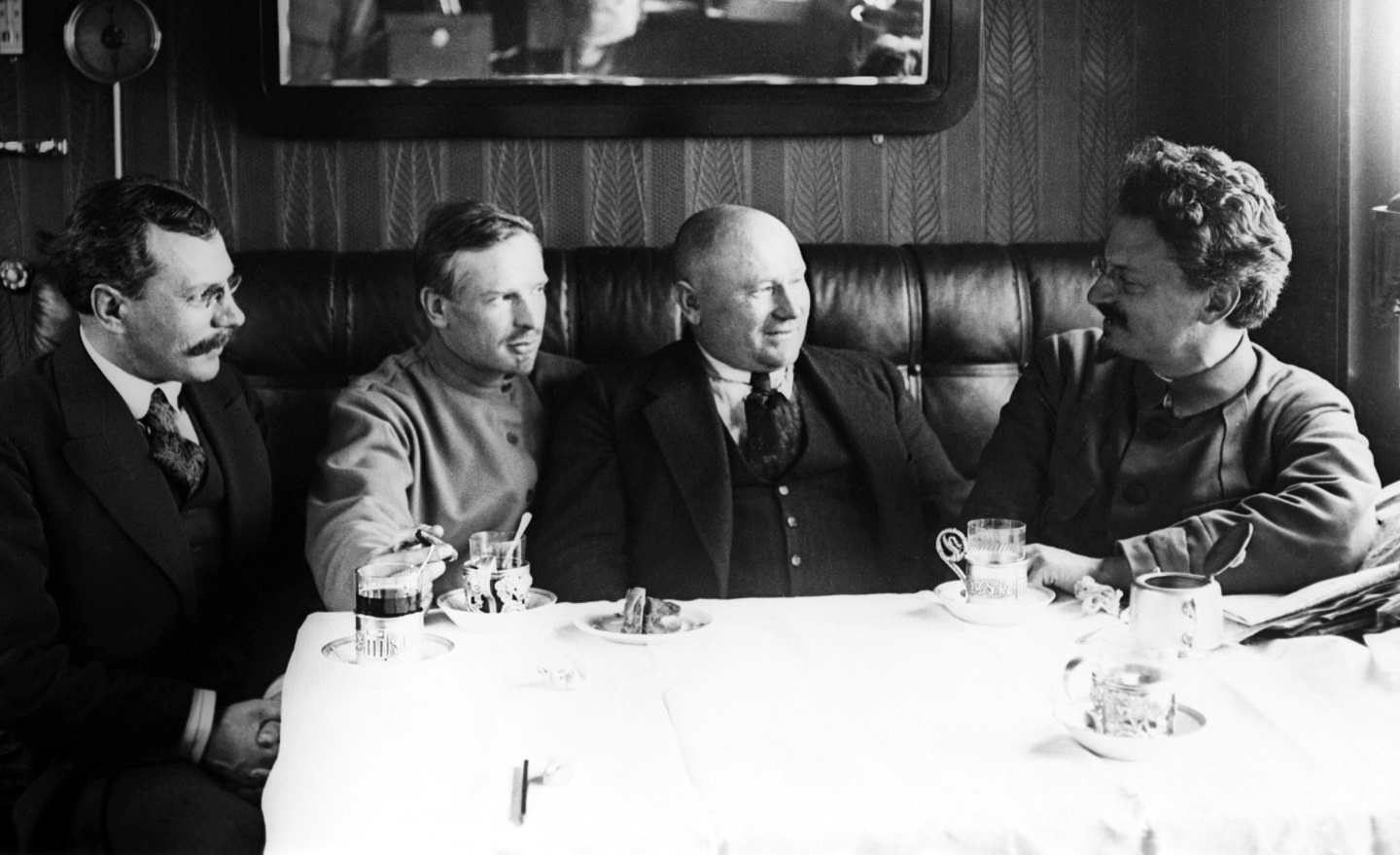
Leo Trotzki (rechts) im Wagen seines gepanzerten Zuges, 1920

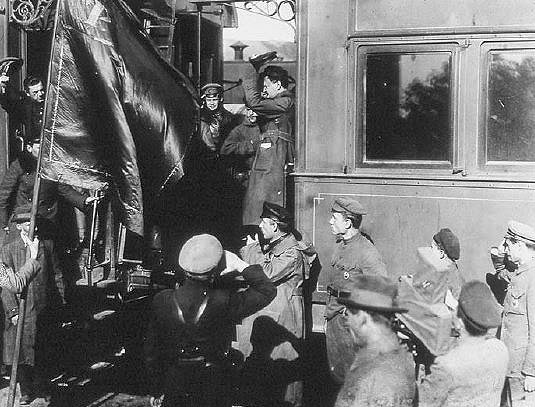
Fahnenappell vor dem Zug

## Strategie
Panzerzüge waren im russischen Bürgerkrieg von hoher strategischer Bedeutung. Der Krieg fand am Rande der Zivilisation statt – in den öden, verlassenen Landschaften erstreckten sich die Fronten über 8000 km, die Truppen waren oftmals monatelang von der Außenwelt abgeschnitten. Gerade wegen der oftmals schlechten Straßenverhältnisse war der Transport über die Gleise umso wichtiger. So war Trotzkis Zug 1918 einer von nur 38 gepanzerten Zügen, während es Ende 1920 bereits 103 Panzerzüge gab.
Die für den Bürgerkrieg wichtige Region zwischen Moskau und Petrograd war für die Eisenbahn sehr gut erschlossen, so dass Trotzki in der Lage war, in gefährdeten Gebieten persönliche Kommandos zu übernehmen und zu kommunizieren. Durch diese Mobilität gelang es ihm, nicht als ferner Anführer, sondern von den Truppen, von denen die wenigsten je einen hochgestellten Bolschewiken überhaupt in persona zu Gesicht bekommen hatten, als einer von ihnen angesehen zu werden. Zur Schaffung der Roten Armee sagte er:

“It needed good commanders, a few dozen experienced fighters, a dozen or so Communists ready to make any sacrifice, boots for the bare-footed, a bath house, an energetic propaganda campaign, food, underwear, tobacco and matches. The train took care of all this.”

„Es bedurfte guter Kommandeure, ein paar Dutzend erfahrener Kämpfer, eines Dutzends oder so Kommunisten, bereit jedes Opfer zu bringen, Stiefel für die Barfüßigen, eines Badehauses, einer energischen Propagandakampagne, Essens, Unterwäsche, Tabaks und Streichhölzer. Der Zug hat sich um das alles gekümmert.“

So wusste Trotzki nicht nur die Armee zu bilden, sondern auch langfristig die Moral der Fronttruppen durch die Lieferung von Stiefeln, Tabak, Medikamenten, Uhren, Essen, Feldstechern und Maschinengewehren zu heben. Von den Materiallieferungen abgesehen war allein der psychologische Effekt des Zuges auf Freund und Feind nicht zu unterschätzen. So berichtet Trotzki in seiner Biographie, dass selbst seine nervösesten Truppen noch einmal alle Kräfte aufbrachten, wurden sie von einem Stoßtrupp über den nahenden Zug informiert. Seine Kommandeure beteuerten, dass allein die Präsenz des Zuges so wertvoll war, wie eine Reservekompanie. Für die gegnerischen Truppen hingegen war der Zug sagenumwoben, „der mysteriöse Zug wirkte unendlich schlimmer, als er in Wirklichkeit war“, beschreibt Trotzki dessen Wirkung auf den Feind.

## Ausstattung
In der Nacht des 7. August 1918 wurde der Zug auf die Schnelle organisiert und gleich am nächsten Tage begab sich Trotzki damit auf die Reise nach Swijaschsk, nahe Kasan, dem strategischen Tor zur Wolga, welches erst am Tage zuvor an seine Feinde gefallen war. Der Zug war so schwer, dass er zwei Lokomotiven benötigte. Später wurde der Zug in zwei Teile geteilt; waren sie an der Front, wurde ein Teil auf Botendienste entsandt, während der andere Teil ständig startbereit blieb, um kein Risiko einzugehen.
Als Trotzki seine Reisen begann, war sein Zug noch nicht endgültig ausgestaltet, mithin wurde laufend an der Ausstattung gearbeitet. Der Zug war ein „fliegender Verwaltungsapparat“ (Leo Trotzki: My Life. Kapitel 34 „The Train“). An Bord des Zuges gab es ein Sekretariat, ein Kraftwerk, eine Telegraphenstation, eine Bibliothek, eine Druckerei, einen Radiosender, eine Automobilgarage, ein Restaurant, welches auch als Club für die Soldaten diente, ein Bad und sogar ein kleines Luftgeschwader. Die einzelnen Sektionen waren durch Telefone und ein Signalsystem miteinander verbunden. Über die Telegraphenstation konnte Trotzki direkte Nachschubaufträge an Moskau weitergeben, auf dass daraus mit der Zeit ein System entstünde, das keiner persönlichen Einmischung mehr bedurfte. Unabdingbar für diese Leistung waren Glasman, Sjermuks und Netschajew, die Männer in der Telegraphenstation. Mit ruhiger Hand beschrifteten sie von der Decke hängende Karten trotz der Rüttelbewegungen exakt, was ihrem Anführer Bewunderung abverlangte. Die Garage war so groß, dass gleich mehrere Automobile und ein Treibstofftank darin Platz fanden. Die Autos wurden dazu genutzt, um von den Gleisen fort ins Land zu fahren, selbstverständlich stets begleitet von stark bewaffneten Fahrzeugen.

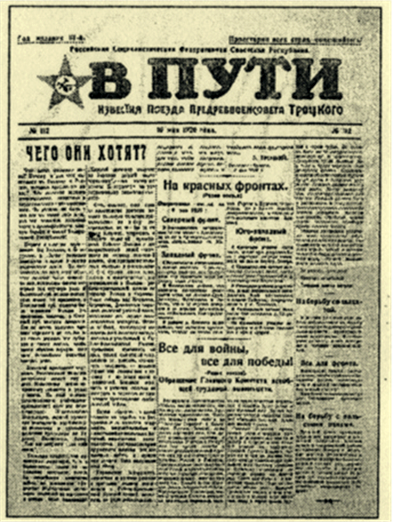
Ausgabe der Propagandazeitung

Der Zug war auch ein wichtiges Instrument für die Propagandaarbeit:

“The strongest cement in the new army was the ideas of the October revolution, and the train supplied the front with this cement.”

„Der stärkste Zement in der neuen Armee waren die Ideen der Oktoberrevolution, und der Zug versorgte die Front mit diesem Zement.“

Im Zug konnten nicht nur Poster und Broschüren gedruckt werden, es wurde auch eine eigene Zeitung verlegt mit dem passenden Namen „W Puti“ (russisch В Пути), zu deutsch „Unterwegs“, die zur Propaganda und zur Information über das Weltgeschehen für die Rote Armee diente, „da auch die Zeitung eine Waffe ist“ (Leo Trotzki: How the Revolution Armed as quoted by John M. Kelsey). Ferner verfügte nicht nur Trotzkis Zug, sondern auch weitere, über ein Kino an Bord, in dem Propagandafilme gezeigt wurden.

## Mitreisende
Als Mitarbeiter reisten im Zug sowohl militärische als auch zivile Beschaffungsspezialisten. Jedes Besatzungsmitglied wusste mit einer Waffe umzugehen. Sie waren alle in Leder gekleidet, was nicht nur praktische Vorteile bot, sondern auch „sehr beeindruckend aussah.“ (Leo Trotzki: My Life. Kapitel 34 „The Train“)
Beschützt wurde der wertvolle Zug und dessen Passagiere von einer speziellen Eliteeinheit, den sogenannten „Roten Einhundert“, deren Uniformen, mit auffälligen Kopfbedeckungen, aus rotem Leder gefertigt waren. Insgesamt verlor die Gemeinschaft ungefähr 15 Mann, die getötet oder verletzt wurden, nicht mitgezählt jene, die sich den Truppen auf dem Felde anschlossen.
Mitreisende aus der alten Armee lehrte Trotzki in alltäglichen Kriegssituationen sein neues Denken, das dem Gefolge auf Augenhöhe begegnete und nicht wie ehedem von oben herab.
Während des Russischen Bürgerkrieges wurde der Zug von vielen prominenten bolschewistischen Führern, darunter auch Josef Stalin, besucht.

## Entgleisungen
Es verwundert nicht, dass Trotzkis Gegner mehrmals versuchten, den Zug zu zerstören. So wurde er aus der Luft bombardiert oder es wurde versucht, ihn mit primitiven Vorrichtungen zum Entgleisen zu bringen. Doch was den Zug tatsächlich einmal zum Entgleisen brachte, war eine fehlgestellte Weiche im Bahnhof der Stadt Gorki. Die Waggons wurden derart beschädigt, dass sich Trotzki gezwungen sah, sein Abteil durch das Fenster zu verlassen, in stockfinsterer Nacht, mit einer Waffe in der Hand, nicht wissend, wodurch die Störung verursacht worden war. Trotz Sachschäden an mehreren Abteilen kam kein Mensch schwer zu Schaden. Ein anderes Mal, am 9. Februar 1920, blieb der Zug auf dem Weg durch den Ural in meterhohem Schnee stecken und entgleiste, knappe drei Kilometer von der nächsten Station entfernt. Wenngleich Trotzki einer der mächtigsten Männer des Landes war, erkundigte sich für fast 24 Stunden niemand nach seinem Verbleib. Das Stationspersonal bemerkte das Ausbleiben des Zuges nicht, denn die zuständigen Arbeiter hatten ihren Posten verlassen. Trotzki war von dem Versagen im Bahnverkehr geschockt und kritisierte den Mangel an Disziplin der Mitarbeiter in diversen Veröffentlichungen.

## Reiseroute
Trotzki selbst konnte sich später der genauen Reiseroute nicht mehr erinnern, war sich jedoch sicher, dass es 1920 die meisten Fahrten gab. Eine seiner Notizen spricht von 36 Reisen mit über 105.000 km; einer seiner Reisegefährten meinte, dass sie in drei Jahren mehr als das Doppelte zurückgelegt hätten. Man könne, so Trotzki, anhand der Reiseroute sehr gut nachverfolgen, welche Front zu welchem Zeitpunkt am wichtigsten für das Kriegsgeschehen gewesen sei. Anhand der in der Bordzeitung erschienenen Artikel zählte er exemplarisch Städte wie Samara, Tscheljabinsk, Wjatka, Petrograd, Balaschow, Smolensk, Rostow am Don, Kiew, Schytomyr auf, „und so weiter, ohne Ende.“ (Leo Trotzki: My Life. Kapitel 34 „The Train“). Die genauen Zugbewegungen sind von Trotzkis Assistenten akribisch in einem Diagramm rekonstruiert worden und zogen im Rahmen von Ausstellungen zum Bürgerkriege großes Interesse auf sich.